# Protoproutia albisignatus
Protoproutia albisignatus är en fjärilsart som beskrevs av Hoffmann 1934. Protoproutia albisignatus ingår i släktet Protoproutia och familjen mätare. Inga underarter finns listade i Catalogue of Life.